# پورتیکو کوارتت
پورتیکو کوارتت (به انگلیسی: Portico Quartet)، گروهِ موسیقی جاز بریتانیایی، در سال ۲۰۰۵ در لندن شکل گرفت.